# Galerija Akademije, Benetke
Galerija Akademije (italijansko Gallerie dell'Accademia) je starejša muzejska umetniška galerija v Benetkah v severni Italiji. Je v Scuola della Carità na južnem bregu Canala Grande, znotraj okrožja (sestiere) Dorsoduro. Prvotno je bila galerija Accademia di Belle Arti di Venezia, beneške umetniške akademije, od katere se je osamosvojila leta 1879 in po kateri sta poimenovani Ponte dell'Accademia in Accademia pristajalna postaja za vodni avtobus vaporetto. Obe ustanovi sta ostali v isti stavbi do leta 2004, ko se je umetniška šola preselila v Ospedale degli Incurabili.

## Zgodovina
Accademia di Belle Arti di Venezia je bila ustanovljena 24. septembra 1750; statut je iz leta 1756. Prvi direktor je bil Giovanni Battista Piazzetta; Giovanni Battista Tiepolo je postal prvi predsednik po vrnitvi iz Würzburga.
Bila je ena prvih institucij, ki je študirala restavriranje umetnosti od leta 1777 s Pietrom Edwardsom in je bila formalizirana do leta 1819 kot tečaj.
Leta 1807 je bila akademija ponovno ustanovljena z Napoleonovim dekretom. Ime je bilo spremenjeno iz Veneta Academia di Pittura, Scultura e Architettura v Accademia Reale di Belle Arti, "kraljeva akademija likovnih umetnosti", akademija pa je bila prestavljena v paladijevski kompleks Scuola della Carità, kjer je Gallerie dell'Accademia še vedno nastanjena. Zbirke Accademie so bile prvič odprte za javnost 10. avgusta 1817.
Gallerie dell'Accademia je postala neodvisna od Accademia di Belle Arti di Venezia leta 1879. Tako kot drugi državni muzeji v Italiji, spada pod Ministero per i Beni e le Attività Culturali, italijansko ministrstvo za kulturo in dediščino.

## Stavba
Napoleonova administracija je razpustila številne ustanove v Benetkah, vključno z nekaterimi cerkvami, samostani in šolami. Scuola della Carità, Convento dei Canonici Lateranensi in cerkev Santa Maria della Carità so tako postali dom Accademie. Scuola della Carità je bila najstarejša od šestih Scuole Grandi in stavba sega v leto 1343, čeprav je bila scuola ustanovljena leta 1260. Convento dei Canonici Lateranensi je leta 1561 začel Andrea Palladio, čeprav ni bil nikoli v celoti dokončan. Pročelje Santa Maria della Carità je leta 1441 dokončal Bartolomeo Bon.

## Zbirka
Gallerie dell’Accademia vsebuje mojstrovine beneškega slikarstva do 18. stoletja, ki so na splošno razporejene kronološko, čeprav so vidni nekateri tematski prikazi.
Zastopani umetniki so: Antonello da Messina, Lazzaro Bastiani, Gentile in Giovanni Bellini, Bernardo Bellotto, Pacino di Bonaguida, Canaletto, Vittore Carpaccio, Giulio Carpioni, Rosalba Carriera, Cima da Conegliano, Domenico Fetti, Michela Gimbo Gaspari, Pietro Gimbo, Luca Giordano, Francesco Guardi, Giorgione, Johann Liss, Charles Le Brun, Leonardo da Vinci, Pietro Longhi, Lorenzo Lotto, Andrea Mantegna, Rocco Marconi, Michele Marieschi, Giambattista Piazzetta, Giambattista Pittoni, Mattia Batti, Tista Preti, Tipole Giovanti, Paolo Veronese, Giorgio Vasari, Alvise Vivarini in Giuseppe Zais.
Zbirka vključuje risbo Vitruvijev človek Leonarda da Vincija, ki je prikazana le redko, saj je delo na papirju krhko in občutljivo na svetlobo. Leta 2019 je Musée du Louvre v Parizu zaprosil za izposojo risbe za razstavo Leonardovih del. Prošnjo je skupina za kulturno dediščino zavrnila. Sodišče v Benetkah pa je odločilo, da delo ne bi imelo nobenih škodljivih učinkov, če bi ga pošiljali zelo previdno in razstavljali v nadzorovanih pogojih. Delo je bilo zato del razstave v Louvru od 24. oktobra 2019 do 24. februarja 2020.

### Poudarki
- Hieronymus Bosch
Puščavniki, 86 × 120 cm.
- Jacopo Bassano
 Češčenje pastirjev , 9 × 142 cm.
- Giovanni Bellini
Madona z otrokom s sveto Katarino in sveto Marijo Magdaleno, 58 × 107 cm
- Giovanni Bellini
Martinengo Pietà, 65 × 90 cm.
- Giovanni Bellini
Oltar San Giobbe, 371 × 258 cm.
- Giovanni Bellini
Sveti pogovor, 54 × 76 cm.
- Paris Bordone
Predstavitev prstana, 370 × 301 cm
- Tintoretto,  Predstavitev v templju
- Canaletto
Perspektivni pogled s portikom, 131 × 93 cm.
- Vittore Carpaccio
Cikel sv. Uršule, 297 × 527 cm
- Giorgione
Starka, 68 × 59 cm.
- Giorgione
Nevihta, 82 × 73 cm
- Lorenzo Lotto
Gospod v svoji delovni sobi, 98 × 116 cm.
- Andrea Mantegna
Sv. Jurij, 66 × 32 cm.
- Piero della Francesca
Sv. Hieronim in donator, 49 × 42 cm
- Giambattista Pittoni
Spokornica Magdalena, 48 × 38 cm.
- Tintoretto
Objokovanje, 227 × 294 cm.
- Tintoretto
Vstajenje
- Tintoretto
 Čudež sužnja, 415 × 541 cm.
- Tintoretto
Telo sv. Marka prinesejo v Benetke, 421 × 306 cm.
- Tintoretto
Stvarjenje živali, 151 × 258 cm
- Tizian
Pietà, 353 × 348 cm.
- Tizian
Devica z otrokom, 124 × 96 cm
- Tizian
 Sveti Janez Krstnik, 201 × 134 cm.
- Tizian
 Predstavitev Marije v templju, 345 × 775 cm.
- Paolo Veronese
 Bitka pri Lepantu, 169 × 137 cm
- Paolo Veronese
Gostija v Levijevi hiši, 555 × 1280 cm.
- Paolo Veronese
Mistična poroka svete Katarine, 337 × 241 cm.